# Смогорувка-Долістовська
Смогорувка-Долістовська (пол. Smogorówka Dolistowska) — село в Польщі, у гміні Гоньондз Монецького повіту Підляського воєводства.
Населення — 102 особи (2011).
У 1975-1998 роках село належало до Ломжинського воєводства.

## Демографія
Демографічна структура станом на 31 березня 2011 року:
|          | Загалом | Допрацездатний вік | Працездатний вік | Постпрацездатний вік |
| -------- | ------- | ------------------ | ---------------- | -------------------- |
| Чоловіки | 52      | 8                  | 39               | 5                    |
| Жінки    | 50      | 10                 | 28               | 12                   |
| Разом    | 102     | 18                 | 67               | 17                   |